# Moora
Moora – wieś w Estonii, w prowincji Virumaa Zachodnia, w gminie Laekvere.